# Karl Gustav Reuschle
Karl Gustav Reuschle, auch Carl Gustav Reuschle, (* 26. Dezember 1812 in Mehrstetten; † 22. Mai 1875 in Stuttgart) war ein deutscher Mathematiker, Geograph und Pädagoge.

## Leben
Reuschle studierte an der Universität Tübingen Mathematik und Theologie und nach dem Abschluss in Theologie ging er jeweils ein Jahr nach Paris und danach nach Berlin zum Mathematikstudium. Nach dem Abschluss war er ab 1837 als Lehrer tätig, zuerst als Repentent am Seminar in Schöntal und 1838/38 am Tübinger Stift. 1840 wurde er In Tübingen promoviert und Professor für Mathematik, Physik und Geographie am Gymnasium in Stuttgart.
Er schrieb mehrere geographische Lehrbücher (unter anderem eine Ausgabe des Kosmos von Alexander von Humboldt für Schüler) und eine Biographie von Johannes Kepler, die u. a. von Max Caspar gelobt wurde. Er stand in Briefwechsel mit Ernst Kummer. Basierend auf der Theorie der Kreisteilungskörper von Kummer veröffentlichte er kurz vor seinem Tod  eine Tafel von Primzahlen in diesen Zahlkörpern, an der er jahrelang gearbeitet hatte. Auch Kummer selbst arbeitete an solchen Tafeln, veröffentlichte sie aber nicht. Beide waren auch von den Berechnungen von Tafeln von Carl Gustav Jacobi in seinem Canon arithmeticus beeinflusst. Reuschles Buch war dem Mathematiker Harry Vandiver bekannt, der selbst frühe Computerrechnungen im Umkreis von Fermats Großem Satz durchführte.
Sein Sohn Karl Reuschle (1847–1909) war ebenfalls Mathematiker, der ab 1872 außerordentlicher Professor und ab 1893 Professor am Polytechnikum in Stuttgart war, wo er mit Rudolf Mehmke ab 1899 das erste mathematische Seminar an der Universität Stuttgart leitete. Er wurde 1882 in Tübingen promoviert und war nebenher Lehrer.

## Schriften
- Analytische Theorie der Bewegung des sphaerischen Pendels, Stuttgart 1840
- Vollständiges Lehrbuch der Geographie; mit Einschluß der Hilfkenntnisse nach neuem Plan in zwei selbständigen Theilen (Physik der Erde und beschreibende Geographie), 2 Bände, Stuttgart, Schweizerbart, 1852 (die 4. Auflage des zweiten Teils Beschreibende Geographie erschien 1872)
- Illustrierte Geographie für Schule und Haus, Stuttgart 1856
- Handbuch der Geographie, Stuttgart 1859
- Kepler und die Astronomie. Frankfurt 1871[4]
- Philosophie und Naturwissenschaft, Bonn 1874
- Mathematische Abhandlungen, Stuttgart 1850, 1853
- Die Arithmetik in der Hand des Schülers. Stuttgart 1850
- Elemente der Trigonometrie. Stuttgart 1873
- Kosmos für Schule und Laien. 2 Bände. Stuttgart 1848, 2. Auflage 1850
- Einführung in die Determinatentheorie, Stuttgart 1884
- Praxis der Kurvendiskussion. Stuttgart 1886
- Zur graphisch-mechanischen Auflösung numerischer Gleichungen. Zeitschrift für Mathematik und Physik, Band 31, 1886, S. 12–17
- Einfachheit, Natürlichkeit und Schönheit der Mathematik. Württembergische Mathematisch-naturwissenschaftliche Mitteilungen, Band 12, 1910
- Tafeln komplexer Primzahlen aus Wurzeln der Einheit gebildet, Berliner Akademie der Wissenschaften 1875